# Ахондроплазија
Ахондроплазија је обољење која се наслеђује аутозомно-доминантно, изражено је одмах по рођењу и најчешћи је узрок патуљастог раста. Доминантна мутација на неком од аутозомних хромозома узрокује скраћење костију удова, док су кости трупа нормалне и лобања увећана. Учесталост овог обољења је 1:25.000.

## Клиничка слика
Мушкарци достижу просечан раст око 131 cm, а женске особе око 124 cm. Руке су им веома кратке - некада у виду патрљака са кратким прстима. Код беба се виђа и торакална грба (грба грудног дела кичменог стуба), а код одраслих лумбална лордоза (деформација слабинског дела кичме). Кости рамена и грудног коша су несиметрично веће од базе лобање и костију главе и лица. Последично се јављају деформитети на лактовима, коленима, кратка бутна кост, заравњена зглобна чашица (ацетабулум) на карлици итд. Длаке косе, обрва и трепавица могу бити танке и светле, а могућа је и потпуна ћелавост.
Могу се јавити компликације као што су цервикомедуларна компресија коју прате бол, атаксија, немогућност контролисања мокрења (инконтиненција) и апнеа (застој у дисању), компресија кичмене мождине која резултује респираторним арестом (стањем у коме дисање у потпуности престаје) и прогресивном квадрипарезом (делимичном одузетошћу руку и ногу).

## Дијагноза и лечење
Дијагноза се поставља на основу клиничке слике, клиничког прегледа, рендгенографије, компјутеризоване томографије и нуклеарне магнетне резонанце. Веома је важно да се што раније открије овај поремећај, ради могућности хируршког лечења деформитета или краниомедуларне компресије (отварање лобање и одстрањивање наставака и лукова првог кичменог пршљена) и сталног надзора.